# Jack Lovelock
Jack Lovelock (n. 5 ianuarie 1910, Crushington⁠(d), West Coast Region⁠(d), Noua Zeelandă – d. 28 decembrie 1949, Church Avenue⁠(d), New York, SUA) a fost un atlet neozeelandez, medaliat olimpic. A participat la 2 ediții ale Jocurilor Olimpice (1932, 1936) în care a câștigat 1 medalie de aur.